# Wallfahrtskirche Rattersdorf

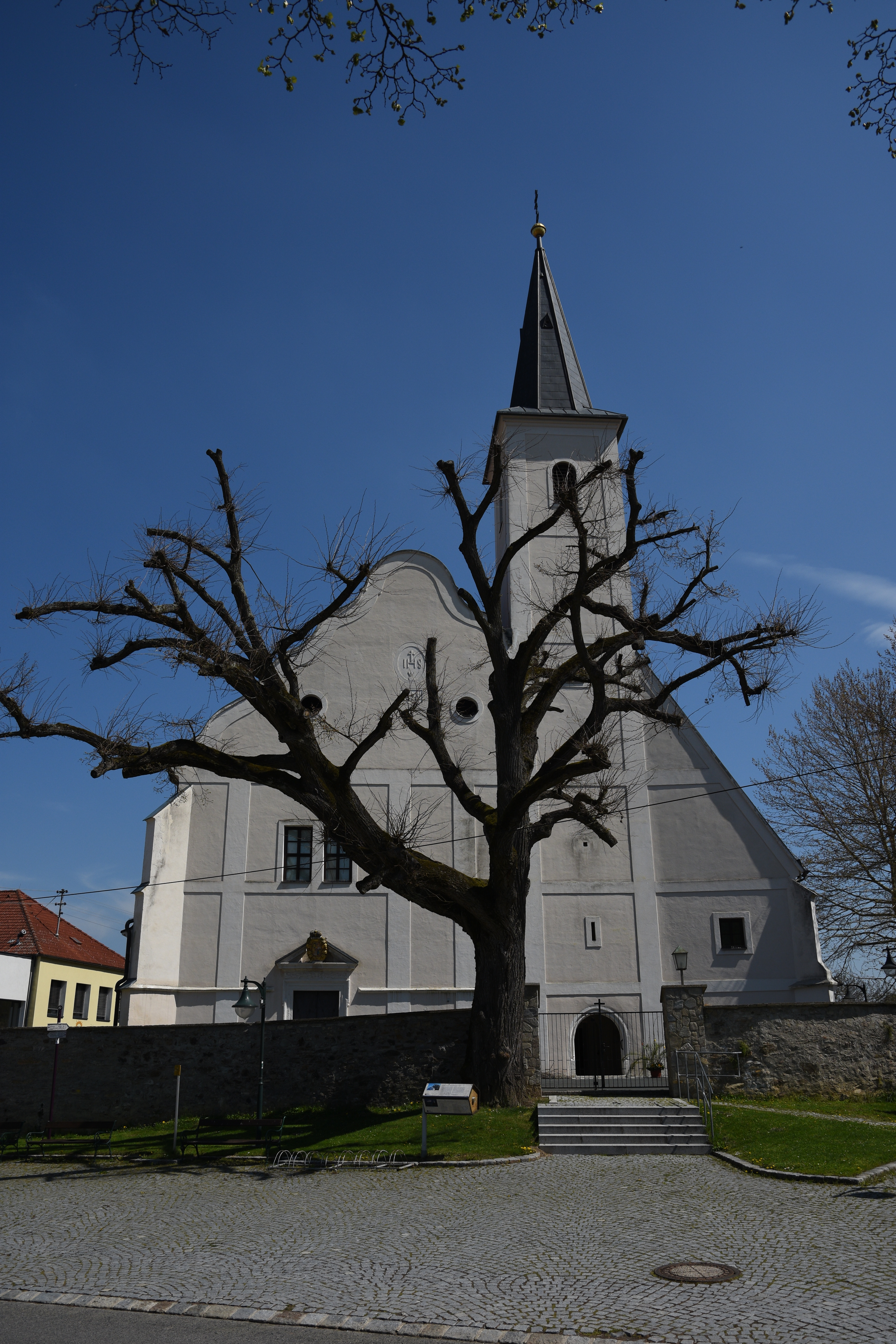
Westfassade mit Turm hinter der Wehrmauer des Friedhofes

Die römisch-katholische Pfarr- und Wallfahrtskirche im Ort Rattersdorf in der Gemeinde Mannersdorf an der Rabnitz im Bezirk Oberpullendorf im Burgenland steht unter Denkmalschutz. Sie ist Mariä Geburt und Mariä Heimsuchung geweiht.

## Geschichte
Die Gründung einer Pfarre und wohl auch der Beginn der Wallfahrt erfolgte um 1300. Die Kirche wurde 1352 zerstört. Von 1660 bis 1820 war die Pfarre dem Augustiner-Eremiten-Kloster in Lockenhaus inkorporiert. Unter Fürst Paul Esterházy wurde die Kirche wiederhergestellt. Eine Gesamtrestauration erfolgte von 1962 bis 1966.

## Architektur
Die Kirche in der Ortsmitte ist von einer Wehrmauer um einen ehemaligen Friedhof umschlossen. Der mittelalterliche zum Teil barockisierte Bau besteht aus zwei zusammengewachsenen Kirchen. Die Westfassade ist rechts beim eben eingebundenen Turm leicht geknickt. Der Turm hat ein Obergeschoß mit einem Spitzhelm aus 1696. Der Chor des nördlichen Kirchenteiles hat zweifach abgetreppte Strebepfeiler und barocke Fenster. Der Chor des südlichen Kirchenteiles hat auch zweifach abgetreppte Strebepfeiler mit gotischen Spitzbogenfenster. Der gesamte Südbau hat eine etwas nach Süden verschobene Achse, was die Westfassade leicht knippt und die Ostseite etwas ausweitet. Die Fassade ist mit einer barocken Faschengliederung gestaltet. Das Hauptportal trägt ein Wappen Esterhásy im gesprengten Giebel und zeigt Maske und Ranken im Fries. Das Portal zur Turmkapelle ist aus dem Ende des 13. Jahrhunderts. Das Südportal aus 1502 hat einen spätgotischen Rahmen.
Der älteste Teil der Kirche aus dem 13. Jahrhundert ist die über eine Innentreppe erreichbare Turmkapelle im Untergeschoß. Daran schließt der südliche zweijochige Kirchenteil, ursprünglich ein flach gedecktes Mittelschiff, dann mit Kreuzgewölben mit einfach gekehlten Rippen ohne Konsolen. Der Triumphbogen ist gotisch. Der einjochige Chor mit Fünfachtelschluss hat Birnstabrippen mit zwei Konsolköpfchen aus dem 14. Jahrhundert. Das südliche Seitenschiff wurde nach einer Inschrift an der Ostwand 1502 angebaut und hat ein zweijochiges Kreuzgewölbe aus flach gekehlten Rippen. Unter der tiefen Empore ist eine Beichtkapelle.
Die im 15. Jahrhundert nördlich angebaute Kirche wurde 1696 neu gewölbt und dabei mit Arkaden zum südlichen älteren Bau geöffnet. Das nördliche vierjochige Kirchenschiff ist mit einer Tonne mit Stichkappen überwölbt und hat eine Pilastergliederung. Die Apsis mit Dreiachtelschluss hat Stichkappen zwischen Gurten. 

## Ausstattung

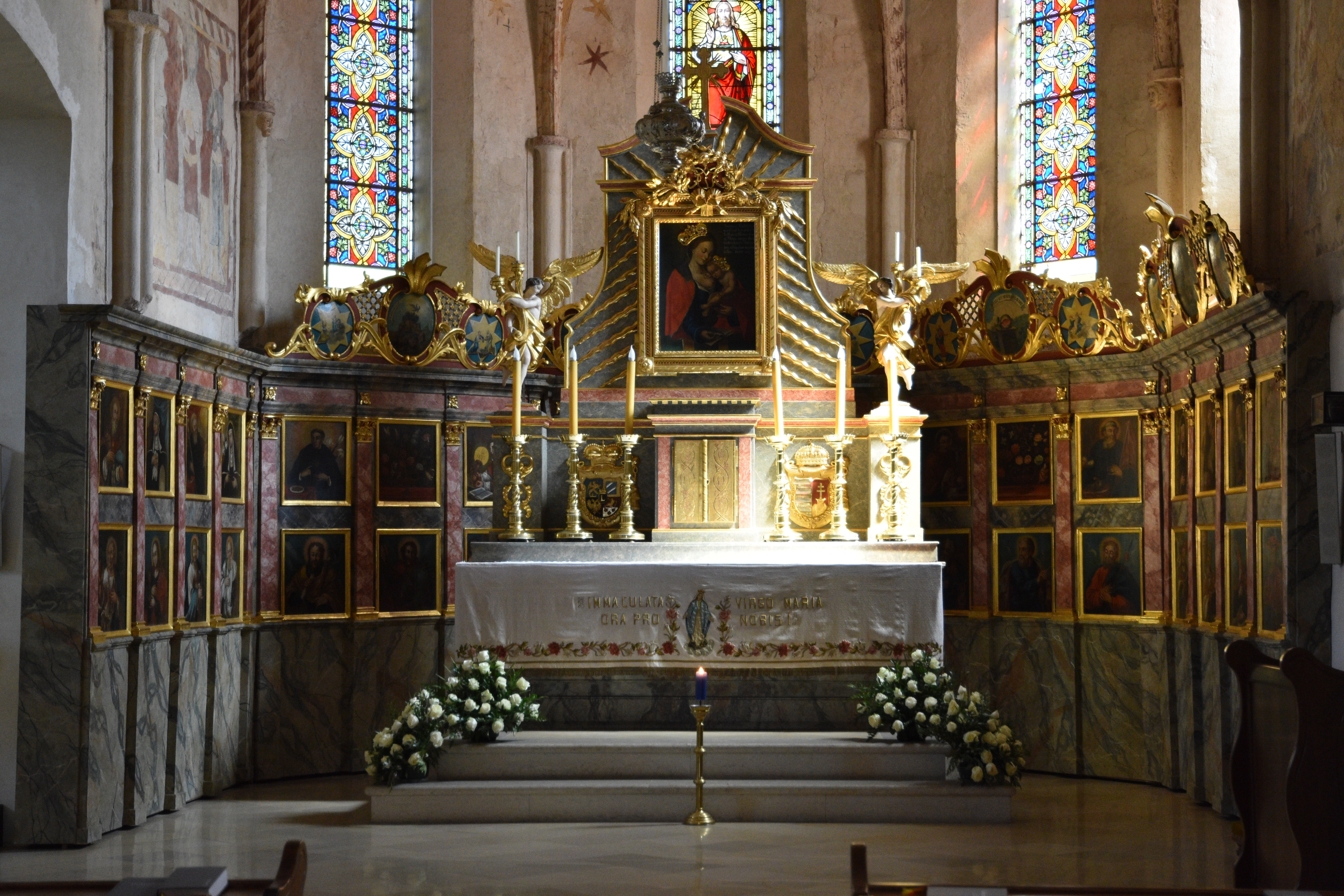
Der Hl.-Kreuz-Altar der Kirche

Der Gnadenaltar im Mittelschiff mit einem flachen Aufbau und einem vergoldeten Rahmen ist aus dem Ende des 18. Jahrhunderts und zeigt das Gnadenbild Maria lactans mit der Stiftungsinschrift 1644. Eine Kopie aus 1660 nach dem Original 1644 ist in der Pfarrkirche Lockenhaus. Hinter dem Gnadenaltar ist eine bemerkenswerte Bilderwand mit Rankenaufsatz und Wappen aus dem 3. Viertel des 18. Jahrhunderts. Eingelassen sind zwei Reihen mit Ölbildern, oben mit Heiligen des Augustiner Eremiten-Ordens, unten Christus und Apostel, wahrscheinlich gemalt vom Bruder Jonas aus Lockenhaus. Hinter der Bilderwand bestehen spätmittelalterliche Freskenreste.
Der Hochaltar der Nordkirche, um 1700 entstanden und 1790 verändert, ist ein Säulenaltar mit Sprenggiebel und Aufsatz und zeigt die Bilder Mariä Heimsuchung und Gottvater. Die barocken Figuren Katharina und Barbara stehen über den Opferungsportalen.
Es gibt drei Seitenaltäre in den Nischen der Nordwand: Der Hl.-Kreuz-Altar trägt eine ungefasste Kreuzigungsgruppe aus dem 1. Viertel des 18. Jahrhunderts. Der Anna-Altar aus dem 3. Viertel des 18. Jahrhunderts zeigt das Bild Anna mit Maria und trägt die Figuren Joseph und Joachim unten und Johannes den Täufer und Wendelin oben. Der Antonius-von-Padua-Altar aus dem 3. Viertel des 18. Jahrhunderts trägt mittig die Figur Antonius.

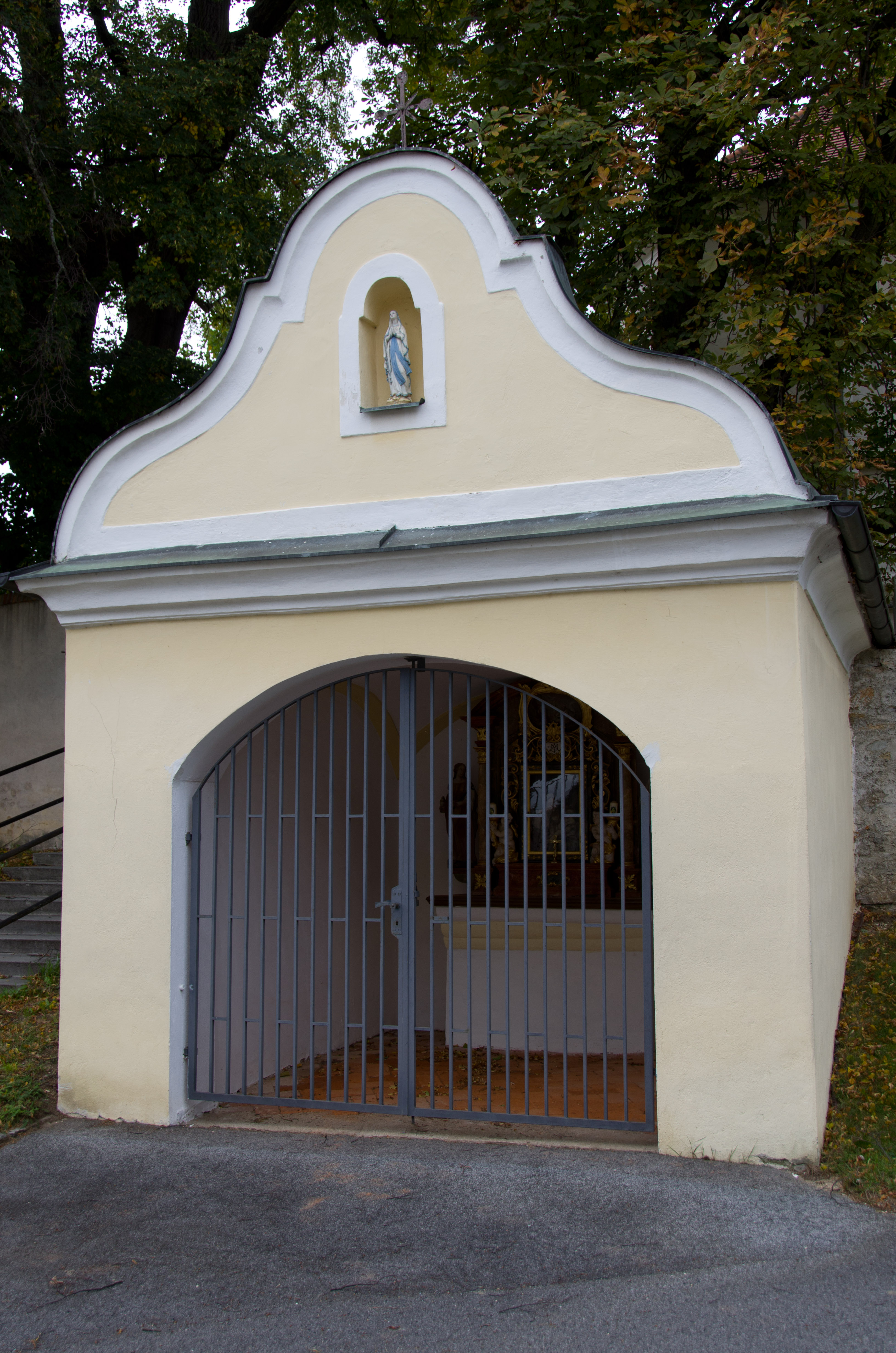
Marienkapelle (2012)

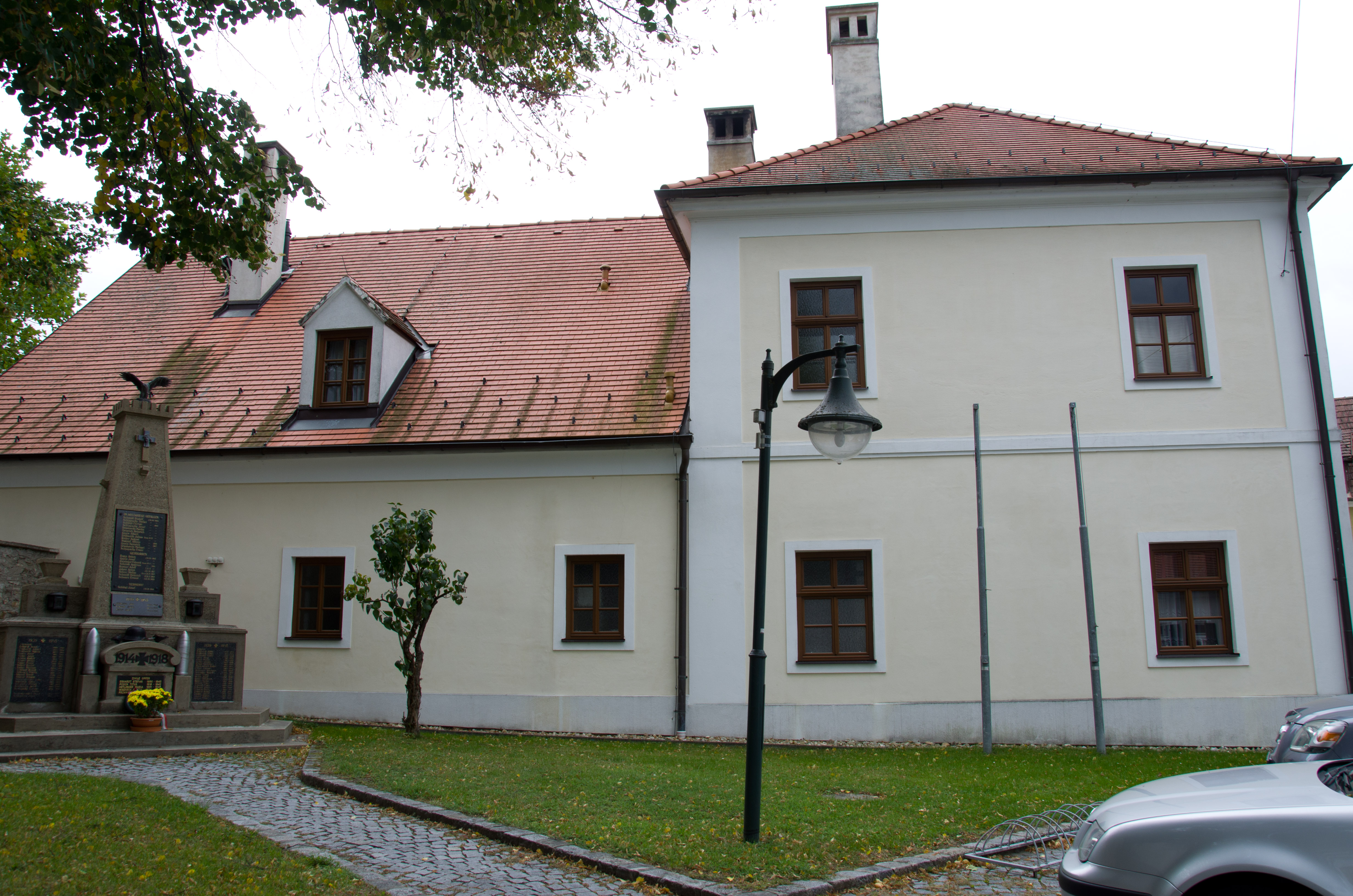
Kriegerdenkmal und Pfarrhof (2013)

Der Taufstein entstand am Ende des 17. Jahrhunderts und trägt eine Buckelschale mit einer Mohrenfigur mit Täufergruppe. Die Kanzel entstand um 1790. Es gibt ein ehemaliges Gnadenbild aus der 2. Hälfte des 17. Jahrhunderts mit Kronen im Akanthusrahmen mit einer bekleideten Statue analog dem Gnadenbild in Frauenkirchen in der Mitte des Hochaltares der Nordkirche. Vor dem Gnadenaltar hängt eine Ampel als Augsburger Silberarbeit um 1740.
Die Orgel mit 10 Registern aus 1994 im historischen Gehäuse aus 1750 wurde von Walcker-Mayer in Guntramsdorf gebaut.

## Quelle, Marienkapelle und Pfarrhof
Es gibt eine gefasste Heil-Wunder-Quelle an der Ostseite der Kirche im ehemaligen Friedhof. Die Marienkapelle aus dem 18. Jahrhundert an der Ostseite des ehemaligen Friedhofs ist ein quadratischer Bau mit geschweiftem Giebel und einem Platzlgewölbe. Der flache Säulenaltar aus der 1. Hälfte des 18. Jahrhunderts zeigt ein Marienbild sowie die auf Brettern gemalte und ausgesägte Figuren Magdalena und Barbara.
Der Pfarrhof aus dem 19. Jahrhundert neben der Kirche hat einen Laubengang.